# Angiolina Bosio

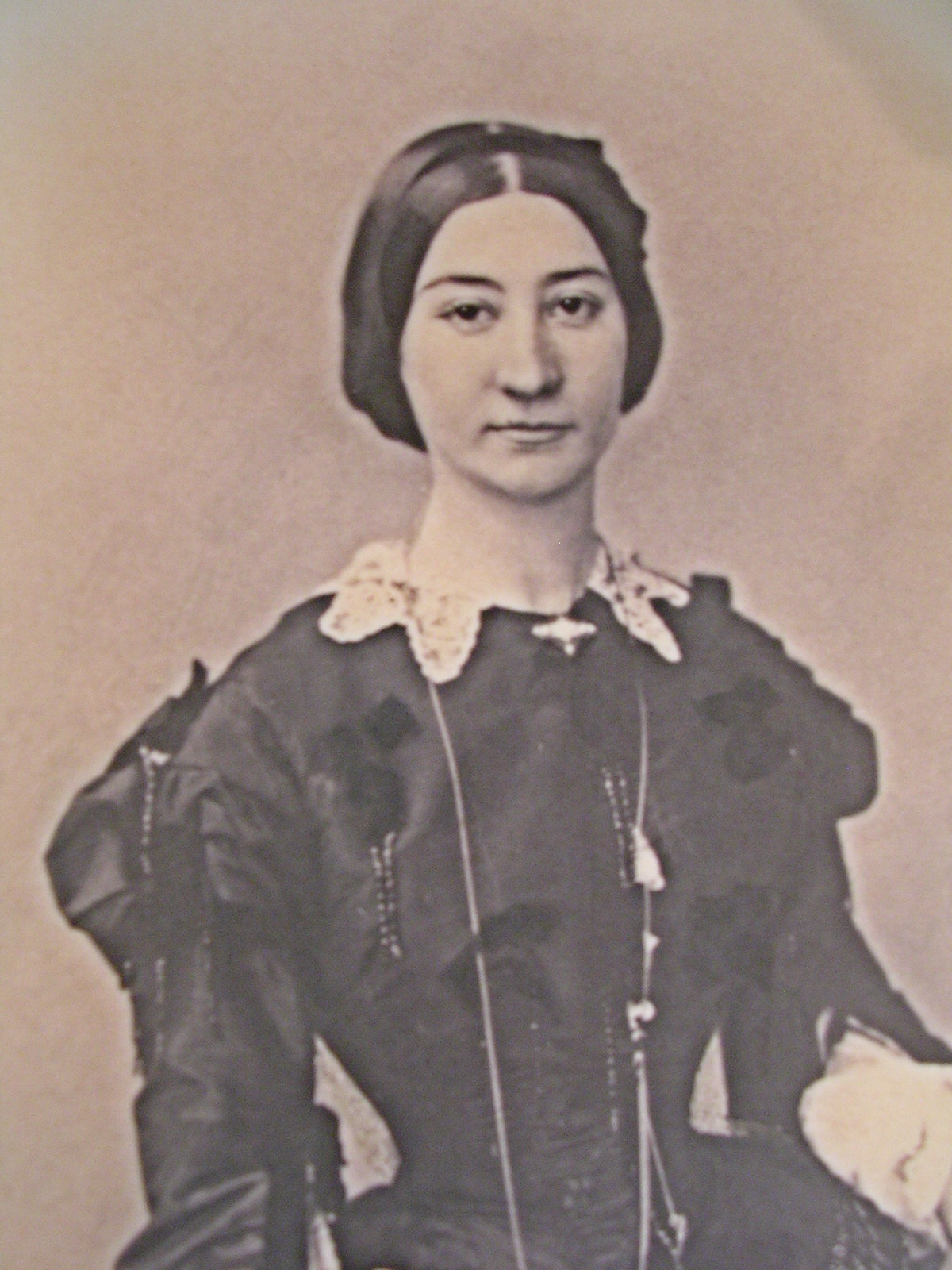
Angiolina Bosio

Angiolina Bosio (22 de agosto de 1830 - 12 de abril de 1859  ) foi uma soprano de ópera italiana que teve uma importante carreira internacional de 1846 até sua morte prematura em 1859, aos 29 anos. Cantou nas mais importantes casas de ópera de Boston, Havana, Londres, Madrid, Moscou, Nova York, Paris, Filadélfia, São Petersburgo e Verona. Destacou-se sobretudo por suas atuações em óperas de Giuseppe Verdi .
Sua voz, embora de altura limitada, era incrivelmente estendida e versátil, capaz de um fraseado amplo e comovente. Angiolina Bosio foi comparada pela crítica contemporânea a outras sopranos famosas, como Maria Malibran e Henriette Sontag .

## Vida e carreira
Nascida em Turim, na Itália, os pais de Angiolina Bosio eram atores e ela começou a cantar com eles em produções teatrais aos 10 anos de idade. De 1840 a 1847, estudou canto em Milão com Venceslao Cattaneo. Estreou profissionalmente na ópera em 1846, no Teatro Real del Circo, localizado em sua cidade natal, como Lucrezia Contarini na ópera I due Foscari, de Giuseppe Verdi. Regressou a esse mesmo teatro em 1848 para interpretar o papel de Amazily na estreia mundial de Fernand Cortez, de Ignacio Ovejero.  Em 1847, fez apresentações de sucesso no Teatro Carcano em Milão, no Teatro Filarmonico em Verona, no Royal Danish Theatre em Copenhague e no Teatro Real em Madrid.
Em 1848, Bosio fez sua estreia na Ópera de Paris como Lucrezia Contarini, alcançando um modesto sucesso. Após essa apresentação, ela realizou uma viagem à América do Norte que durou de 1848 a 1851. Apresentou-se em teatros de Nova York, Boston, Filadélfia, Baltimore e Havana, atraindo elogios do público e da crítica em todas essas cidades. Interpretou brilhantemente o papel de Lady Macbeth na estreia de Macbeth, de Verdi, nos Estados Unidos, no Niblo's Garden em Nova York, em 1850.
Em 1851, a soprano italiana retornou à Europa e, nesse mesmo ano, se casou com um grego de sobrenome Xindavelonis. Em 1852, fez sua estreia no Covent Garden, em Londres, como Adina em L'elisir d'amore, de Gaetano Donizetti . Ela alcançou dois grandes êxitos nesse teatro no final daquele ano, quando interpretou os papéis de Elvira em I puritani, de Vincenzo Bellini, e o papel principal em Lucia di Lammermoor, de Donizetti, substituindo magnificamente Giulia Grisi nesta última produção. Em 1852 e 1853, apresentou-se com muito mais sucesso em vários papéis na Ópera de Paris, incluindo a protagonista na estreia francesa de Luisa Miller. No verão de 1853, retornou a Covent Garden, onde conquistou grande admiração como heroínas protagonistas em Jessonda, de Louis Spohr, e Matilde di Shabran, de Gioachino Rossini. Em 14 de maio de 1853, interpretou Gilda na estreia inglesa de Rigoletto, de Verdi, com grande sucesso.
Em 1853, Angiolina Bosio aceitou o convite para se juntar ao elenco de cantores do Teatro Bolshoi Kamenny em São Petersburgo, Rússia, onde recebeu o título de "Première Cantatrice" e foi a cantora mais bem paga do teatro. Ela cantou várias vezes ao lado do tenor Enrico Tamberlik nesta casa de ópera e se apresentou inúmeras vezes em óperas e concertos com a presença de Alexandre II da Rússia . Em 1855, deixou a Rússia para ingressar no Théâtre-Italien em Paris, onde foi ouvida em óperas de Verdi e Donizetti, e como Matilde di Shabran e Zarele em Gli arabi nelle Gallie, de Giovanni Pacini. Em 1856, retornou a Covent Garden como Violetta em La traviata, de Verdi, numa apresentação que foi interrompida inúmeras vezes por estrondosos aplausos de um público entusiasmado. Lá ela também se apresentou como Catherine na estreia inglesa de L'étoile du nord, de Giacomo Meyerbeer .
Em 1858, Angiolina se apresentou novamente na Rússia, primeiro no Teatro Bolshoi, em Moscou, e depois outra vez no Teatro Bolshoi Kamenny. Ela voltou a Moscou para outra apresentação e depois estava voltando de trem para São Petersburgo quando pegou um forte resfriado. A doença a acometeu gravemente e seu estado de saúde piorou depressa. Ela morreu em 1859, aos 29 anos, em São Petersburgo. Seu funeral atraiu uma grande multidão em São Petersburgo e um monumento foi erguido em sua memória perto da catedral do Mosteiro Alexander Nevsky, onde ela está enterrada. Ela é mencionada no romance de Nikolay Chernyshevsky, What Is to Be Done? e em poemas de Nikolay Nekrasov e Osip Mandelstam .